# هاينكل هي 343
هاينكل هي 343 عبارة عن مشروع قاذفة رباعية قام بتطويرها هاينكل في ألمانيا النازية خلال العامين الأخيرين من الحرب العالمية الثانية. تمت دراسة الخطط التي تم استعادتها من الاتحاد السوفيتي واستخدامها في تطوير إليوشن إل-22.

## التصميم والتطوير
تم تصميم الطائرة للوفتفافه من قبل شركة تصنيع الطائرات هينكل الألمانية في بداية عام 1944. تم طلب ما مجموعه 20 من هذه الطائرات. لتقصير وقت التطوير وإعادة استخدام الأجزاء الموجودة، تم تصميمها بشكل عام على غرار Arado Ar 234 الموسع.